# Chivas Coras
El Club Deportivo Chivas Coras Tepic fue un equipo de fútbol mexicano que jugaba en la Primera División 'A' de México. El equipo fue filial del Club Deportivo Guadalajara y tenían como sede la ciudad de Tepic, Nayarit.
El equipo fue creado para jugar en el Apertura 2005 tras la desaparición de Chivas La Piedad, un antiguo filial del Club Deportivo Guadalajara. El nombre de Coras se debe a que así se le dice a la gente de esa región, donde actualmente juega el equipo con este nombre en la región los Coras de Tepic.
En su primera temporada, el equipo tuvo como técnico a Luis Manuel Díaz y sus primeros refuerzos fueron: Paulo César Chávez, Julio "Jerry" Estrada, Roberto Rivera, y Quiñones que venía de los Tecos de la UAG.
El proyecto del equipo se pudo lograr gracias a empresarios de la ciudad encabezados por Álvaro Estrada, el convenio establecía que Chivas aportaría todo lo deportivo, y ellos las instalaciones y una cantidad para que el club pagara todos los gastos de viajes, mientras que la estructura que se tiene en el estadio y la administración también correspondería a los empresarios nayaritas.
La empresa de cervezas Cuauhtémoc Moctezuma fue una de las más benificiadas con este proyecto, siendo uno de los principales responsables de que el equipo fuera considerado para la Primera División 'A' de México en el año de 2004. Logró obtener la concesión de vender sus productos en el estadio Nicolás Álvarez Ortega (NAO), por lo que se encargó de mantener el estadio con una muy buena publicidad.
El equipo desapareció en la temporada Clausura 2006 cuando el Club Deportivo Guadalajara decidió llevar al equipo de regreso a Guadalajara para revivir al desaparecido Club Deportivo Tapatío.